# كولورادو سبرينغز (كولورادو)

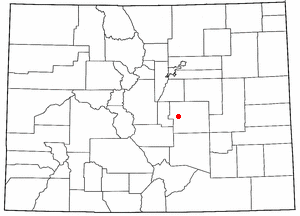
موقع كولورادو سبرينغس في ولاية كولورادو

كولورادو سبرينغز (Colorado Springs) مدينة تقع في الوسط الشرقي من ولاية كولورادو الأمريكية في مقاطعة إل باسو على الحافة الشرقية لجبال الروكي الجنوبية. وهي مدينة سياحية، وتحتوي على أكاديمية القوات الجوية الأمريكية التي تأسست في عام 1958. عدد سكانها 370000 نسمة مما يجعلها ثاني أكبر مدن كولورادو من حيث عدد السكان، وترتيبها على مستوى مدن الولايات المتحدة ككل هو 49. ترتفع المدن لحوالي ميل واحد فوق مستوى سطح البحر. تأسست المدينة في عام 1871، وسميت بعد مدة باسمها الحالي الذي يعني «ينابيع كولورادو» لأنه تقع بالقرب من الينابيع. تبعد المدينة بحوالي 68 ميلاً جنوب مدينة دنفر (عاصمة كولورادو).

## المناخ
يظهر الجدول التالي التغييرات المناخية على مدار السنة لكولورادو سبرينغس:
| البيانات المناخية لـكولورادو سبرينغس | البيانات المناخية لـكولورادو سبرينغس | البيانات المناخية لـكولورادو سبرينغس | البيانات المناخية لـكولورادو سبرينغس | البيانات المناخية لـكولورادو سبرينغس | البيانات المناخية لـكولورادو سبرينغس | البيانات المناخية لـكولورادو سبرينغس | البيانات المناخية لـكولورادو سبرينغس | البيانات المناخية لـكولورادو سبرينغس | البيانات المناخية لـكولورادو سبرينغس | البيانات المناخية لـكولورادو سبرينغس | البيانات المناخية لـكولورادو سبرينغس | البيانات المناخية لـكولورادو سبرينغس | البيانات المناخية لـكولورادو سبرينغس |
| الشهر                                | يناير                                | فبراير                               | مارس                                 | أبريل                                | مايو                                 | يونيو                                | يوليو                                | أغسطس                                | سبتمبر                               | أكتوبر                               | نوفمبر                               | ديسمبر                               | المعدل السنوي                        |
| ------------------------------------ | ------------------------------------ | ------------------------------------ | ------------------------------------ | ------------------------------------ | ------------------------------------ | ------------------------------------ | ------------------------------------ | ------------------------------------ | ------------------------------------ | ------------------------------------ | ------------------------------------ | ------------------------------------ | ------------------------------------ |
| الدرجة القصوى °ف (°م)                | 73 (23)                              | 77 (25)                              | 81 (27)                              | 87 (31)                              | 94 (34)                              | 101 (38)                             | 100 (38)                             | 99 (37)                              | 96 (36)                              | 87 (31)                              | 78 (26)                              | 77 (25)                              | 101 (38)                             |
| الحد الأقصى المتوسط °ف (°م)          | 64.6 (18.1)                          | 65.2 (18.4)                          | 71.2 (21.8)                          | 78.7 (25.9)                          | 85.6 (29.8)                          | 92.4 (33.6)                          | 95.5 (35.3)                          | 92.2 (33.4)                          | 87.6 (30.9)                          | 80.0 (26.7)                          | 71.4 (21.9)                          | 64.2 (17.9)                          | 96.2 (35.7)                          |
| متوسط درجة الحرارة الكبرى °ف (°م)    | 43.2 (6.2)                           | 44.8 (7.1)                           | 52.1 (11.2)                          | 59.8 (15.4)                          | 69.1 (20.6)                          | 79.0 (26.1)                          | 84.8 (29.3)                          | 81.6 (27.6)                          | 74.5 (23.6)                          | 63.0 (17.2)                          | 51.0 (10.6)                          | 42.1 (5.6)                           | 62.2 (16.8)                          |
| متوسط درجة الحرارة الصغرى °ف (°م)    | 17.7 (−7.9)                          | 19.5 (−6.9)                          | 26.0 (−3.3)                          | 33.3 (0.7)                           | 42.7 (5.9)                           | 51.3 (10.7)                          | 56.9 (13.8)                          | 55.7 (13.2)                          | 47.3 (8.5)                           | 35.8 (2.1)                           | 25.2 (−3.8)                          | 17.5 (−8.1)                          | 35.8 (2.1)                           |
| الحد الأدنى المتوسط °ف (°م)          | −1.4 (−18.6)                         | −0.2 (−17.9)                         | 9.1 (−12.7)                          | 19.0 (−7.2)                          | 30.1 (−1.1)                          | 41.0 (5.0)                           | 50.1 (10.1)                          | 48.7 (9.3)                           | 34.1 (1.2)                           | 20.4 (−6.4)                          | 7.4 (−13.7)                          | −2.7 (−19.3)                         | −10.0 (−23.3)                        |
| أدنى درجة حرارة °ف (°م)              | −26 (−32)                            | −27 (−33)                            | −16 (−27)                            | −3 (−19)                             | 15 (−9)                              | 27 (−3)                              | 37 (3)                               | 34 (1)                               | 20 (−7)                              | −6 (−21)                             | −12 (−24)                            | −27 (−33)                            | −27 (−33)                            |
| الهطول إنش (مم)                      | 0.32 (8.1)                           | 0.34 (8.6)                           | 1.00 (25)                            | 1.42 (36)                            | 2.03 (52)                            | 2.50 (64)                            | 2.84 (72)                            | 3.34 (85)                            | 1.19 (30)                            | 0.82 (21)                            | 0.40 (10)                            | 0.34 (8.6)                           | 16.54 (420)                          |
| متوسط تساقط الثلوج إنش (سم)          | 5.6 (14)                             | 4.9 (12)                             | 8.1 (21)                             | 4.9 (12)                             | 0.7 (1.8)                            | 0 (0)                                | 0 (0)                                | 0 (0)                                | 0.2 (0.51)                           | 2.9 (7.4)                            | 4.7 (12)                             | 5.7 (14)                             | 37.7 (96)                            |
| متوسط أيام هطول الأمطار (≥ 0.01 in)  | 3.9                                  | 4.6                                  | 7.6                                  | 8.3                                  | 10.6                                 | 10.2                                 | 11.5                                 | 13.6                                 | 7.3                                  | 5.0                                  | 4.6                                  | 4.3                                  | 91.5                                 |
| متوسط الأيام المثلجة (≥ 0.1 in)      | 4.1                                  | 4.4                                  | 5.9                                  | 3.6                                  | 0.8                                  | 0                                    | 0                                    | 0                                    | 0.3                                  | 1.8                                  | 3.8                                  | 4.5                                  | 29.2                                 |
| المصدر: NOAA                         |                                      |                                      |                                      |                                      |                                      |                                      |                                      |                                      |                                      |                                      |                                      |                                      |                                      |

## توأمة
لكولورادو سبرينغس (كولورادو) اتفاقيات توأمة مع كل من:
- سمولينسك
- فوجيوشيدا
- بيشكك
- نويفو كاساس غرانديس
- بانكستاون
- بالماس
- كاوهسيونغ

## أعلام
- سيمور كراي
- فورست غريغ
- لون تشاني
- كارل سباتز
- أندي آدامز
- شيري سترينجفيلد
- تالكوت بارسونز
- سكوت ووكر
- جون روميرو
- أفين نيلسون

## وصلات خارجية
- الموقع الرسمي